# 紀南車隊
紀南車隊（Kinan Racing Team）是一隊總部設於日本的亞洲洲際單車隊。

## 車手名單

### 2020年
|        | 車手            | 出生日期       |
| ------ | --------------- | -------------- |
| 日本   | 荒井佑太        | 1995年7月19日  |
| 日本   | 新城雄大        | 1995年7月3日   |
| 日本   | 福田真平        | 1987年11月22日 |
| 西班牙 | 馬高斯·加西亞   | 1986年12月4日  |
| 西班牙 | 沙華度·哥迪奧拿 | 1988年9月5日   |

|      | 車手        | 出生日期       |
| ---- | ----------- | -------------- |
| 法國 | 湯馬士·勒巴 | 1985年12月14日 |
| 日本 | 中島康晴    | 1984年12月27日 |
| 日本 | 椿大志      | 1991年5月18日  |
| 日本 | 山本元喜    | 1991年11月19日 |
| 日本 | 山本大喜    | 1996年1月8日   |

### 2019年
|        | 車手            | 出生日期               |
| ------ | --------------- | ---------------------- |
| 日本   | 雨乞龍己        | 1992年1月4日（27歲）   |
| 日本   | 荒井佑太        | 1995年7月19日（24歲）  |
| 日本   | 新城雄大        | 1995年7月3日（24歲）   |
| 西班牙 | 馬高斯·加西亞   | 1986年12月4日（33歲）  |
| 西班牙 | 沙華度·哥迪奧拿 | 1988年9月5日（31歲）   |
| 法國   | 湯馬士·勒巴     | 1985年12月14日（34歲） |

|      | 車手     | 出生日期               |
| ---- | -------- | ---------------------- |
| 日本 | 中島康晴 | 1984年12月27日（35歲） |
| 日本 | 大久保陣 | 1988年10月8日（31歲）  |
| 日本 | 椿大志   | 1991年5月18日（28歲）  |
| 日本 | 山本元喜 | 1991年11月19日（28歲） |
| 日本 | 山本大喜 | 1996年1月8日（23歲）   |

### 2018年
|          | 車手            | 出生日期               |
| -------- | --------------- | ---------------------- |
| 日本     | 雨乞龍己        | 1992年1月4日（26歲）   |
| 日本     | 新城雄大        | 1995年7月3日（23歲）   |
| 澳大利亚 | 齊·哥羅福       | 1983年8月4日（35歲）   |
| 西班牙   | 馬高斯·加西亞   | 1986年12月4日（32歲）  |
| 西班牙   | 沙華度·哥迪奧拿 | 1988年9月5日（30歲）   |
| 法國     | 湯馬士·勒巴     | 1985年12月14日（33歲） |

|      | 車手     | 出生日期               |
| ---- | -------- | ---------------------- |
| 日本 | 中島康晴 | 1984年12月27日（34歲） |
| 日本 | 中西健兒 | 1995年2月3日（23歲）   |
| 日本 | 椿大志   | 1991年5月18日（27歲）  |
| 日本 | 塚本一樹 | 1998年12月12日（20歲） |
| 日本 | 山本元喜 | 1991年11月19日（27歲） |
| 日本 | 山本大喜 | 1996年1月8日（22歲）   |

## 主要勝出賽事
2016年
環伊真單車賽總成績（齊·哥羅福）
第4站（齊·哥羅福）
環菲律賓單車賽第3站（衛斯理·蘇茲貝格）
環辛卡拉克單車賽第3站（列卡度·加西亞）
2017年
環菲律賓單車賽總成績（齊·哥羅福）
環日本單車賽第7站（馬高斯·加西亞）
環熊野單車賽第2站（湯馬士·勒巴）
環弗洛勒斯島單車賽總成績（湯馬士·勒巴）
第6站（湯馬士·勒巴）
環北海道單車賽總成績（馬高斯·加西亞）
第3站（馬高斯·加西亞）
2018年
亞洲單車錦標賽個人U23公路賽（山本大喜）
斯里蘭卡T盃總成績（中島康晴）
第1站（中島康晴）
環日本單車賽總成績（馬高斯·加西亞）
第5站（湯馬士·勒巴）
第6站（馬高斯·加西亞）
2019年
國際自由車環台公路大賽衝刺王（中島康晴）
環熊野單車賽登山王（馬高斯·加西亞）
第2站（湯馬士·勒巴）
環印尼單車賽總成績（湯馬士·勒巴）
環伊真單車賽第4站（湯馬士·勒巴）
環馬來半島單車賽總成績（馬高斯·加西亞）
登山王（馬高斯·加西亞）
第4站（馬高斯·加西亞）

## 全國錦標賽冠軍
2018年
 日本全國公路錦標賽個人公路賽（山本元喜）
 日本全國公路錦標賽個人U23計時賽（山本大喜）

## 外部連結
- 官方網站 （页面存档备份，存于）
- 紀南車隊 (procyclingstats.com)